# Campnosperma panamense
Campnosperma panamense là một loài thực vật có hoa trong họ Đào lộn hột. Loài này được Standl. mô tả khoa học đầu tiên năm 1920.